# Thiazide

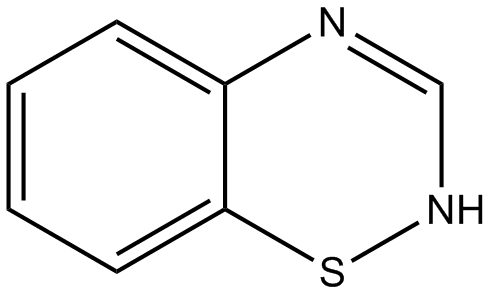
Benzothiadiazine, plus simple des thiazides.

Chlorothiazide

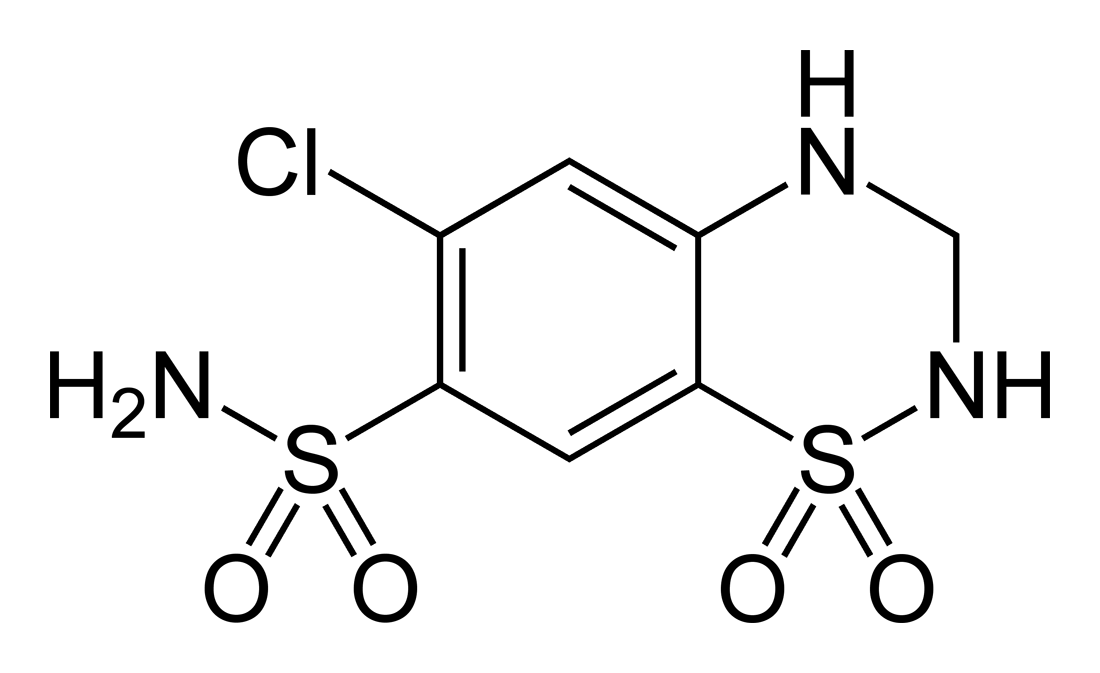
Hydrochlorothiazide

Un thiazide, thiazidique ou benzothiadiazine est un composé organique bicyclique constitué par la fusion entre un noyau de benzène et un noyau de thiadiazine. Les thazides sont considérés en pharmacologie comme une classe de diurétiques souvent utilisés dans le traitement de l'hypertension et des œdèmes

## Diurétiques thiazidiques
Les diurétiques thiazidiques comme tous les diurétiques ont pour effet d'augmenter la diurèse c'est-à-dire l'élimination de l'eau via les urines.
Le produit de référence est l'hydrochlorothiazide (Esidrex).
À l'origine, les thiazidiques ont été développés pour leur propriété d'inhibition de l'anhydrase carbonique en alternative à l'acétazolamide mais leur effet diurétique s'est révélé supérieur.
Ce sont tous des dérivés sulfamidés.

### Produits (DCIet spécialités correspondantes)
- Chlorothiazide
- Hydrochlorothiazide (Esidrex)
- Bendrofluméthiazide (Naturine)
- Hydrofluméthiazide (Léodrine)
- Chlortalidone (Hygroton)
- Indapamide (Fludex)

### Mécanisme d'action
Après une rapide absorption par voie orale, les thiazidiques sont sécrétés au niveau du tube contourné distal où ils entrent en compétition avec l'acide urique.
Ils inhibent le cotransporteur Na+/Cl- situé dans la partie initiale du tube contourné distal. À ce niveau, 15 % du Na+ filtré par le glomérule est réabsorbé.
Ainsi, ils augmentent l'excrétion urinaire du sodium et des chlorures et, à un moindre degré, l'excrétion du potassium et du magnésium, accroissant de la sorte la diurèse et exerçant une action antihypertensive.
Le délai de l'apparition de l'activité diurétique est d'environ 2 heures. Cette activité est maximale au bout de 4 heures et se maintient de 6 à 12 heures et jusqu'à 24 heures pour l'indapamide. Leur durée d'action supérieure aux diurétiques de l'anse les rend plus intéressants dans le traitement de l'hypertension artérielle.
L'effet thérapeutique des diurétiques thiazidiques est proportionnel à la dose et la puissance de chacun des produits. Mais au-delà d'une certaine dose, l'effet maximal est le même pour tous les produits. En revanche les effets indésirables continuent d'augmenter : en cas d'inefficacité du traitement, il n'est pas utile, et souvent mal toléré, d'augmenter les doses au-delà des posologies recommandées.
Ils ont une action antidiurétique paradoxale chez les malades atteint de diabète insipide, sans que cela soit expliquée actuellement. Une déplétion en sodium en serait responsable.
Certains diurétiques thiazidiques ont un effet vasodilatateur, ce qui augmente l'efficacité sur l'hypertension artérielle<ref="Anisman 2024">Anisman SD, Erickson SB, Fodor KM, Thiazide diuretics, BMJ, 2024;384:e075174 </ref>.

## Indications
Ils sont utilisés, seuls ou en association dans l'hypertension artérielle. Ils permettent de réduire le risque d'accidents cardiaques dans les mêmes proportions que les autres antihypertenseurs.
Ils sont également utilisés dans l'insuffisance cardiaque, lorsque les diurétiques de l'anse ne sont plus assez efficace.
Ils peuvent être donnés avec un diurétique de l'anse, type furosémide, potentialisant l'action de ce dernier.

### Effets indésirables
Ils sont proches de ceux des diurétiques de l'anse qui sont aussi des dérivés sulfamidés.
- Hypotension orthostatique et vertiges, souvent consécutifs à un surdosage provoquant une hypovolémie aggravée par une réduction des apports hydriques et pouvant conduire à une insuffisance rénale fonctionnelle
- Hypokaliémie
- Alcalose métabolique hypochlorémique par élimination accrue d'ions H+ au niveau de l'échangeur situé dans la partie finale du tube contourné distal, due à la présence accrue de Na+ à ce niveau
- Hyponatrémie[7]
- Hypercalcémie[8] par diminution de l'excrétion urinaire de calcium et hémoconcentration
- Intolérance aux glucides[9] due à une diminution de la libération d'insuline
- Hyperuricémie légère ne donnant des crises de goutte que chez des patients ayant des antécédents
- Réactions d'hypersensibilité (allergies) notamment réactions croisées avec les sulfamides
- Amputations des membres inférieurs chez le diabétique[10]

Plus rarement, ils peuvent provoquer une photosensibilisation.
Une dysfonction érectile peut apparaitre.

### Contre-indications
- Hypersensibilité aux sulfamides même s'il est probable qu'il n'existe pas d'allergie croisée entre les thiazidiques et les sulfamides antibiotiques[13].
- Encéphalopathie hépatique
- Insuffisance rénale. Ils sont, en fait, inefficaces en cas d'insuffisance rénale sévère<ref="Anisman 2024"/>, même s'il existe des données contradictoires et qu'ils pourraient conserver une certaine efficacité comme antihypertenseur[14].
- Syndrome de malabsorption glucose/galactose
- Grossesse, par précaution, même si aucun effet tératogène n'a été retrouvé[15]. Ils sont, par contre, compatible avec l'allaitement<ref="Anisman 2024"/>.

### Utilisation déconseillée
L'utilisation est déconseillé en association avec le lithium (risque de surdosage car l'excrétion urinaire du Li est diminuée), le sultopride et autres médicaments donnant des torsades de pointe (risque majorée par l'hypokaliémie), les anti-inflammatoires non stéroïdiens  (diminution de l'effet diurétique par réduction de la filtration glomérulaire) et les digitalique (risque de toxicité majorée par l'hypokaliémie)

### Précautions d’emploi
L'équilibre hydroélectrolytique et la fonction rénale doivent être surveillés.
- Fonction rénale : les diurétiques thiazidiques ne sont pleinement efficaces que lorsque la fonction rénale est normale ou peu altérée.(évaluée par la clairance de la créatinine corrigée par la formule de Cockroft pour le sujet âgé)
- Hyponatrémie : la  natrémie doit être contrôlée avant la mise en route du traitement, puis à intervalles réguliers par la suite
- Hypokaliémie : la déplétion potassique avec hypokaliémie constitue le risque majeur des diurétiques thiazidiques et apparentés
- Atteinte hépatique : risque d'encéphalopathie hépatique chez l'insuffisant hépatique et le cirrhotique, dans ce cas l'arrêt doit être immédiat.

## Divers
Le thiazide fait partie de la liste des médicaments essentiels de l'Organisation mondiale de la santé (liste mise à jour en avril 2013).